# PiHKAL
PiHKAL: A Chemical Love Story（『ピーカル―ケミカル・ラブストーリー』、日本語未訳）は、アレクサンダー・シュルギンとアン・シュルギンによる1991年の著作である。著作のテーマは、特に幻覚剤やエンパーソゲンとエンタクトゲンとして作用する、向精神性のフェネチルアミンの誘導体である。書名は Phenethylamines I Have Known And Loved （わたしが知って愛してきたフェネチルアミン）の頭文字。
本書は2つの部分で構成され、前半は架空の2人の恋物語の自伝であり、後半部分は（多くはシュルギンが発見した）179の幻覚性化合物についての詳しい合成法、生物試験、服用量、解説が含まれる。後半部分はシュルギンによってエロウィドにおいて自由に利用できるようにされているが、前半部分は印刷物としてしか入手できない。

## 影響
シュルギンの哲学的信念として、すべての薬物には利益と危険性がありまた乱用される可能性があるため、その判定を下すには一人一人が「知識の上で選べ」（be informed the choose）と、その哲学は4つの英単語に凝縮されていたし、ヴィルヘルム・ライヒの原稿をアメリカ食品医薬品局 (FDA) が焚書した歴史もあってできるかぎり記録をまき散らしたかったとも考えていた。出版社は本書の出版に興味を持ったが、臆病で出版を引き受けたがらなかったため、自費出版を行うことにした。
PiHKAL の出版によって闇の薬剤師が化合物の類縁体（アナログ）を作ることができるようにし、シュルギンは裁判で化合物の分析結果を証言する目的でアメリカ麻薬取締局 (DEA)の許可証がある上での研究者であったが、その結果、シュルギンが生み出した薬物がもち寄せられ、ほかならぬシュルギン自身がその分析を依頼されるようになった。
PiHKALの出版から2年後の1994年、DEAがシュルギンの研究所に捜査に訪れ、DEAの許可証の返上を求めた。DEAのサンフランシスコ区域局の担当者のリチャード・マイヤーは、PiHKALについて「違法薬物を作るための料理本だというのが、我々の見解だ」と述べ、著作の出版とシュルギンの所有する許可証の終わりの可能性が示された。

## 特筆される化合物

### 必須アンフェタミン
必須アンフェタミンとは、シュルギンが説明したもので、アミン基によって、サフロールやミリスチシンのような天然の生成物とは異なる10種類のアンフェタミンである。以下である。
- PMA（英語版） (para-methoxy-amphetamine)
- 2,4-DMA（英語版） (2,4-dimethoxy-amphetamine)
- 3,4-DMA（英語版） (3,4-dimethoxy-amphetamine)
- MDA (3,4-methylenedioxy-amphetamine)
- MMDA（英語版） (3-methoxy-4,5-methylendioxy-amphetamine)
- MMDA-3a（英語版） (2-methoxy-3,4-methylendioxyamphetamine)
- MMDA-2（英語版） (2-methoxy-4,5-methylendioxyamphetamine)
- TMA（英語版） (3,4,5-trimethoxyamphetamine)
- TMA-2（英語版） (2,4,5-trimethoxyamphetamine)
- DMMDA（英語版） (2,5-dimethoxy-3,4-methylenedioxyamphetamine)
- DMMDA-2（英語版） (2,3-dimethoxy-4,5-methylenedioxyamphetamine)
- TeMA（英語版） (2,3,4,5-tetramethoxyamphetamine)

すべてがPiHKALにて評価されているわけではない。

### 魔法の半ダース
魔法の半ダース (magical half-dozen) とはシュルギンが格付けした最も重要なフェネチルアミンで、メスカリン以外は彼が合成している。
- メスカリン (3,4,5-trimethoxyphenethylamine)
- DOM（英語版） (2,5-dimethoxy-4-methylamphetamine)
- 2C-B（英語版） (2,5-dimethoxy-4-bromophenethylamine)
- 2C-E（英語版） (2,5-dimethoxy-4-ethylphenethylamine)
- 2C-T-2（英語版） (2,5-dimethoxy-4-ethylthiophenethylamine)
- 2C-T-7（英語版） (2,5-dimethoxy-4-propylthiophenethylamine)

アメリカ合衆国では、6つすべて規制物質法のスケジュールIに指定され規制されている。